# أندريه مييرجيفسكي
أندريه مييرجيفسكي (بالبولندية: Andrzej Mierzejewski)‏ (و. 1960  م) هو راكب دراجة هوائية بولندي، شارك في الألعاب الأولمبية الصيفية 1988.

## روابط خارجية
- أندريه مييرجيفسكي على موقع أرشيف الدراجات (الإنجليزية)
- أندريه مييرجيفسكي على موقع إحصائيات الدراجات الإحترافية (الإنجليزية)
- أندريه مييرجيفسكي على موقع اللجنة الأولمبية الدولية (الإنجليزية)
- أندريه مييرجيفسكي على موقع أوليمبيديا (الإنجليزية)
- أندريه مييرجيفسكي على موقع اللجنة الأولمبية البولندية (مؤرشف) (البولندية)